# Musée Horim

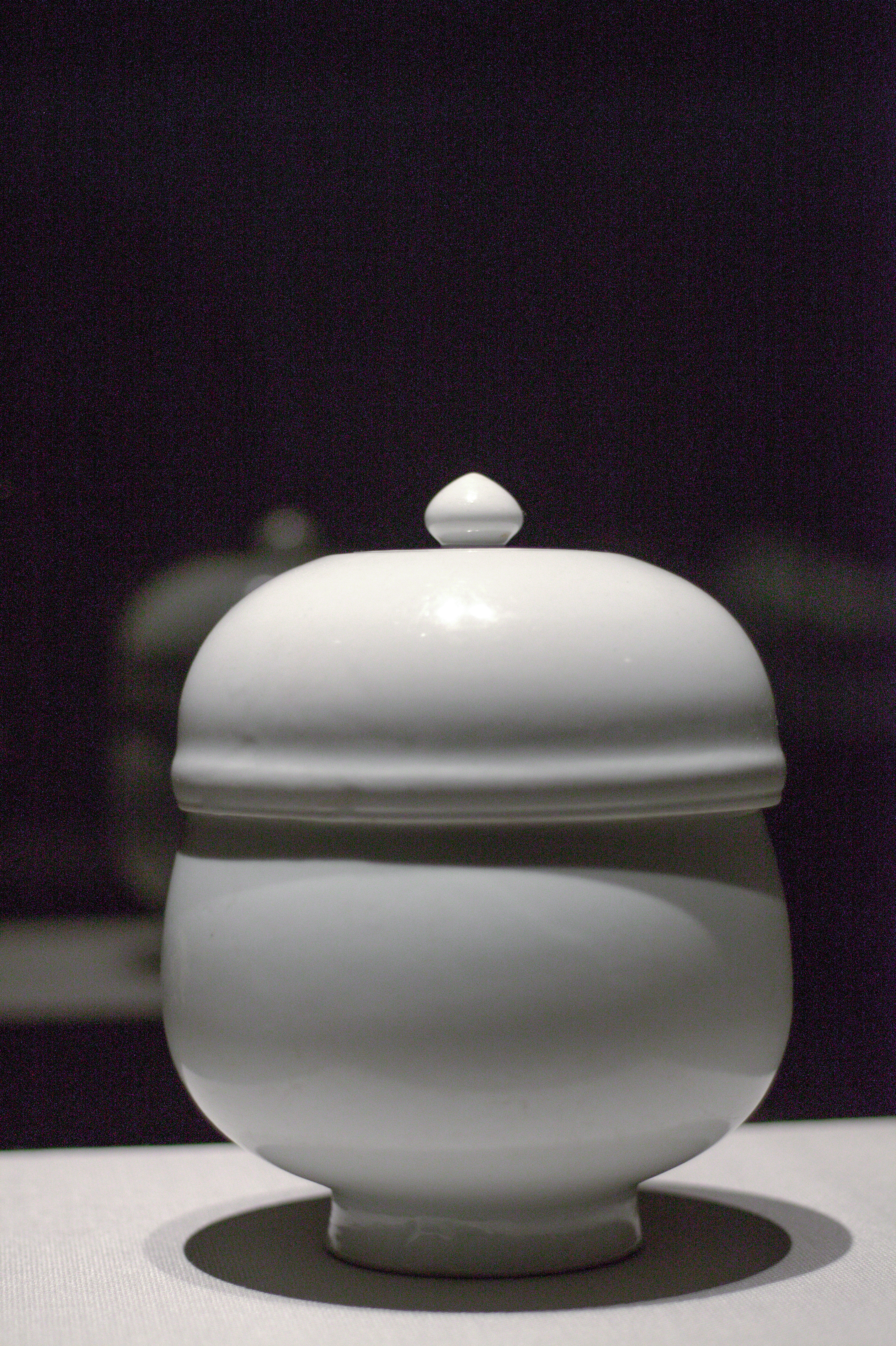
Grand bol et son couvercle. XVe siècle. Porcelaine blanche de la période Joseon. H. 22,7 cm. Musée Horim, Séoul. Trésor national N° 806

Le musée Horim (호림박물관 ) est situé à Séoul, dans l'arrondissement de Gwanak-gu. Il est spécialisé dans l'art coréen, et en particulier les antiquités et les céramiques coréennes .
Ce musée a été fondé par Horim Yun Jang-seob en octobre 1982 à Daechi-dong (Gangnam-gu) en louant un étage d'un bâtiment. Il occupe son emplacement actuel depuis mai 1999. Il s'étale sur 4 600 m2 et comprend quatre salles d'exposition principales : la galerie d'archéologie, la galerie des céramiques, la galerie des œuvres en métal et celle des peintures et des manuscrits, des livres anciens et calligraphies.
Le musée possède plus de 10 000 objets dont plus de 3000 faïences, 2100 porcelaines, 1100 céladons, 500 buncheongs, 2000 peintures et 400 objets d'art en métal. Il contient  sept trésors nationaux.
Il a ouvert une annexe en 2006 à Sinsa-dong, dans le centre artistique de Sinsa. Ce bâtiment à l'architecture contemporaine a été dessiné par Yoo Tae-yong. Le musée y organise des expositions temporaires et une présentation pédagogique de l'art coréen.